# Noches blancas (Dostoyevski)
Noches blancas (en ruso: Белые ночи, romanizado: Belyye nochi) es una novela corta escrita por el autor ruso Fiódor Dostoyevski. Fue publicada en 1848, al inicio de la carrera del escritor, bajo el subtítulo Novela sentimental: De las memorias de un soñador (en ruso: Сентиментальный роман: Из воспоминаний мечтателя, romanizado: Sentimental'nyy roman: Iz vospominaniy mechtatelya)
Como muchas de las historias de Dostoyevski, Noches blancas está contada en primera persona por un narrador sin nombre. El narrador es un joven residente en San Petersburgo que sufre de soledad. Conoce a una joven y se enamora de ella, pero el amor no es correspondido porque la mujer extraña a su amante, con quien finalmente se reencuentra.

## Título de la obra
En Rusia ocurre un fenómeno natural durante el solsticio de verano en las áreas de latitud alta (como es el caso de San Petersburgo), en el cual las puestas de sol son tardías y los amaneceres más tempranos. Como consecuencia de esto, la oscuridad nunca es completa. Este fenómeno natural es conocido popularmente con el nombre de noches blancas. Dostoyevski también hace alusión a este fenómeno en la segunda parte de El Idiota, cuando el Príncipe Myshkin se va a quedar en la dacha de Ippolit.
Además se muestra un instante fugaz, en el cual el protagonista a lo largo de estas noches cree haber encontrado por fin el alivio tan esperado a su soledad, lo cual después de la última noche se convierte en un triste amanecer con la culminación de su ilusión.

## Estilo
El narrador es equisciente o bien llamado narrador personaje. El cuento es narrado bajo su perspectiva y pensamientos. El narrador es él. Los pensamientos y emociones que vemos son nada más las de él, excepto cuando ella comienza a contar su historia. La narración está en primera persona del singular. El narrador le da la voz a ella y a que diga sus sentimientos y pensamientos.

## Sinopsis

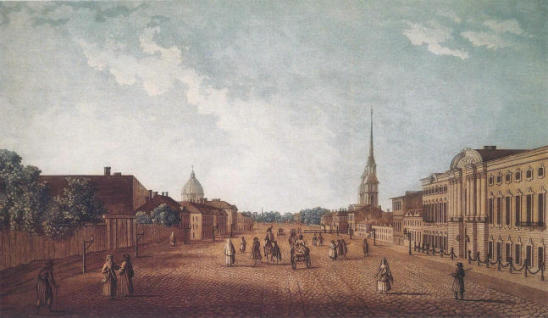
La Avenida Nevski en San Petersburgo a principios del. Obra del artista francés Michel-François Damame-Demartrais (1763-1827).

El protagonista es el arquetipo del joven soñador y solitario e imagina constantemente su vejez solitaria. Durante uno de sus largos y cotidianos paseos por las calles de San Petersburgo se encuentra con una joven, Nástenka (diminutivo de Anastasia). Hasta entonces, éste nunca había hablado con mujeres y mucho menos se había enamorado, pero hay algo de ella que le hechiza. El relato está estructurado durante cuatro noches y una mañana.

### Primera noche
El narrador describe su experiencia caminando diariamente por las calles de San Petersburgo. Le encanta la ciudad de noche y se siente cómodo en ella. Como no están todas las personas que estaba acostumbrado a ver, ya no se siente cómodo durante el día. De ellos extraía sus emociones: si ellos eran felices, él era feliz; si ellos estaban abatidos, él estaba abatido. Las caras nuevas lo hacían sentir solo. Mientras caminaba, las casas le hablaban y le contaban cómo las estaban renovando, pintando de nuevo color o derribando.
El narrador vive solo en un pequeño apartamento en San Petersburgo con sólo su vieja e insociable doncella Matryona para hacerle compañía. Cuenta la historia de su relación con una joven. Primero la ve parada contra una barandilla en un puente sobre el río Nevá y llorando. Él se preocupa y considera preguntarle qué pasa, sin embargo en cuanto la joven nota la presencia del narrador opta por alejarse del lugar. En este lapso un ebrio que deambula por las calles intenta atacarla, por lo que el protagonista sale en su defensa repeliendo al acosador y quedando en compañía de la joven. Ambos empiezan a conversar y progresivamente surge una mutua simpatía.
La joven lo toma del brazo y él le explica, mientras la acompaña a su casa, que está solo, que nunca ha conocido a una mujer y que se siente tímido con ella. La joven le asegura que a las mujeres les gusta la timidez y que a ella también le gusta. Él le dice que pasa cada minuto de cada día soñando con una chica que le diría dos palabras, que no lo rechazará ni lo ridiculizará cuando se acerque. Dice que piensa en hablar con una chica cualquiera de forma tímida, respetuosa y apasionada, diciéndole que se está muriendo en soledad y que no tiene ninguna posibilidad de éxito con ella. Él le dice que es deber de una chica no rechazar o burlarse bruscamente de un hombre tan tímido y desafortunado como él. Cuando llegan a la puerta de la joven y ante la inminente despedida, él le pregunta si volverá a verla alguna vez. Antes de que ella pueda responder, él agrega que de todos modos estará en el lugar donde se conocieron mañana para poder revivir este momento feliz en su vida solitaria. Ella está de acuerdo, afirmando que no puede prohibirle que no venga y que tiene que estar allí de todos modos. Ambos se citan para hablar al día siguiente con una condición: que él no se enamore de ella.

### Segunda noche
En su segundo encuentro, la joven se presenta como Nastenka y ella busca saber más sobre él. Él le dice que no tiene historia porque ha pasado su vida completamente solo. Cuando ella lo presiona para que continúe, él sugiere que es del tipo de "soñador". "El soñador", explica, "no es un ser humano, sino una criatura de tipo intermedio". Da un largo discurso (en un estilo que anticipa el del hombre del subsuelo en Memorias del subsuelo), sobre su anhelo de compañía, lo que lleva a Nastenka a comentar "... hablas como si estuvieras leyendo un libro". Comienza a contar su historia en tercera persona, llamándose a sí mismo "el héroe". Este "héroe" se alegra a la hora en que termina todo el trabajo y la gente camina. Hace referencia a Vasili Zhukovski y menciona a "la diosa Fantasía". Sueña con todo, desde hacerse amigo de poetas hasta tener un lugar en el invierno con una chica a su lado. Dice que la tristeza de la vida cotidiana mata a la gente, mientras que en sus sueños puede hacer su vida como desea que sea. Al final de su conmovedor discurso, Nastenka le asegura con simpatía que será su amiga.

#### La historia de Nastenka
Esa misma noche Nastenka le cuenta su historia al narrador. Creció con una abuela ciega, que le dio a Nastenka una educación en gran medida protegida. La abuela controla a Nástenka de manera muy estricta, teniéndola prendida con un alfiler a su falda para que no se separe de ella, debido a las travesuras de su infancia. Como la pensión de su abuela es demasiado pequeña, alquilan una habitación en su casa. Cuando muere el primer inquilino, la abuela se lo alquila a un hombre más joven. El joven inicia un cortejo silencioso con Nastenka, regalándole libros para que desarrolle el hábito de la lectura. A ella le empiezan a gustar las novelas de Sir Walter Scott y Aleksandr Pushkin. El joven invita a Nastenka y a su abuela a ver El barbero de Sevilla. La noche en que el joven inquilino está a punto de partir de San Petersburgo hacia Moscú, Nástenka se escapa de su abuela y le pide que se case con ella. Él rechaza su oferta y afirma que no tiene dinero para mantenerlos, pero le asegura que volverá por ella un año después. Nastenka termina su historia y señala que ha pasado un año y él no le ha enviado ni una sola carta.

### Tercera noche
El narrador poco a poco se da cuenta de que, a pesar de haber asegurado que su amistad seguirá siendo platónica, inevitablemente se ha enamorado de ella. Sin embargo, él la ayuda escribiendo y enviando una carta a su amante y oculta sus sentimientos por ella. Esperan su respuesta a la carta o su aparición, pero Nastenka se inquieta por la ausencia del otro hombre y se consuela con la amistad del narrador. Sin darse cuenta de la profundidad de los sentimientos del narrador por ella, ella le dice que lo ama porque él no se ha enamorado de ella. El narrador, desesperado por su amor no correspondido, señala que ahora también ha comenzado a sentirse alienado de ella.

### Cuarta noche
Tres días después, Nastenka se desespera porque sabe que su amante está en Petersburgo pero no se ha puesto en contacto con ella. El narrador continúa consolándola, por lo que ella está extremadamente agradecida, lo que lo lleva a romper su determinación y confesarle su amor. Nastenka está desorientada al principio y el narrador, al darse cuenta de que ya no pueden seguir siendo amigos de la misma manera, insiste en no volver a verla nunca más. Ella lo insta a quedarse y le sugiere que su relación podría volverse romántica algún día, pero que quiere su amistad en su vida. Hacen planes de boda, y ella le ofrece el alquiler de la habitación de arriba. El narrador se llena de esperanza ante esta perspectiva. Mientras caminan, pasan junto a un joven que se detiene y los llama. Resulta ser el amante de Nastenka y ella salta a sus brazos. Ella regresa brevemente para besar al narrador, pero se marcha con el otro, dejándolo solo y con el corazón roto.

### La mañana
La sección final es un breve epílogo sobre una carta que recibe de Nástenka, en la que ella se disculpa por lastimarlo e insiste en que siempre estará agradecida por su compañía. Ella dice que se casará dentro de una semana y espera que él venga. Mientras lee la carta, el narrador rompe a llorar. Él, aceptando su solitario destino, agradece sinceramente la oportunidad vivida de compartir con otra persona la felicidad efímera de unas "noches blancas". Matryona, su doncella, interrumpe sus pensamientos diciéndole que ha terminado de limpiar las telarañas. El narrador señala que, aunque nunca había considerado vieja a Matryona, ella parecía mucho mayor que nunca y se pregunta si su propio futuro será sin compañía ni amor. Se niega a desesperarse:

"¡Pero que sienta algún resentimiento contra ti, Nastenka! ¡Que proyecte una sombra oscura sobre tu brillante y serena felicidad!... ¡Que aplaste una sola de esas delicadas flores que llevarás en tu oscuro cabello cuando ¡Caminas por el pasillo hacia el altar con él! ¡Oh, no, nunca, nunca! Que tu cielo esté siempre despejado, que tu querida sonrisa sea siempre brillante y feliz, y que seas por siempre bendecido por ese momento de dicha y felicidad que le diste a otro corazón solitario y agradecido... Dios mío, ¿sólo un momento de dicha? ¿No es un momento así suficiente para toda la vida de un hombre?"

## Personajes

### Principales
- El narrador: un joven pobre, solitario y soñador que nunca ha conversado con nadie, ni ha tenido amigos en sus 26 años de edad y ocho viviendo en San Petersburgo. Vive con su doncella Matryona, pero aun así le dice a Nástenka que se irá a vivir con ella y su abuela. Se caracteriza por su discurso literario y su timidez, siempre intenta estar ayudando. Es un hombre sencillo, honrado, noble y generoso.
- Nástenka: una joven de 17 años, que vive con su abuela ciega y su criada sorda. Vive atada casi todo el día a las faldas de su abuela por un alfiler. Está enamorada de un inquilino de su casa, que prometió volver a visitarla al año siguiente, y pasa las noches en su espera.
- El inquilino/El prometido de Nástenka: es un muchacho que llega a San Petersburgo con el propósito de solucionar unos asuntos, los cuales nunca son explicados. Se convierte en huésped de la abuela de Nástenka. El joven posee un aspecto distinguido y se caracteriza por ser muy culto, pues comparte sus libros con las dueñas de la casa, además de invitarlas al teatro. Nástenka se enamora de él y el joven le corresponde. Sin embargo, debe partir a Moscú en busca de fortuna, no sin antes prometerle que regresará a la ciudad para casarse con ella.

### Secundarios
- La abuela de Nástenka: una mujer anciana y ciega. Alguna vez fue una dama rica, pero ahora vive alquilando una habitación arriba de su casa. Ha estado criando a Nástenka desde que quedó huérfana. Trae profesores de francés para darle educación a su nieta. Intenta hacer de Nástenka una chica virtuosa y muy moral. No le permite salir de casa ni leer literatura inmoral.
- Matryona: la doncella del narrador, una mujer mayor y desaliñada. Ella se encarga de limpiar su apartamento.

## Temas de la obra
En Noches blancas aparecen algunos de los temas de la obra de Dostoyevski:
- El sueño y el soñador
- La soledad
- La introspección y el autoanálisis
- El amor visto desde los ojos del soñador

La obra habla sobre amar libremente a otra persona, aun cuando el destino indique que no pueden estar juntos y deban separarse.

## Adaptaciones cinematográficas

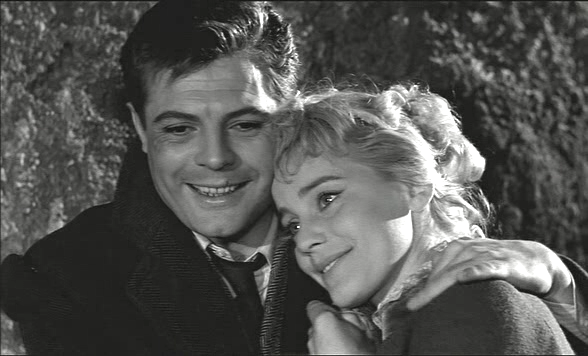
Escena de Le notti bianche, 1957.

- Le notti bianche, una película italiana de 1957 por Luchino Visconti
- Belye nochi, una película soviética de 1959 por Iván Píriev
- Quatre nuits d'un rêveur, una película francesa de 1971 por Robert Bresson
- Saawariya, una película del cine de India de 2007 por Sanjay Leela Bhansali
- Nuits blanches sur la jetée, una película francesa de 2014 por Paul Vecchiali

La película estadounidense Two Lovers, aunque no es una adaptación, está inspirada en Noches blancas.